# Maite Ruiz de Austri
Maite Ruiz de Austri (Madrid, 1959) es una escritora, guionista y directora de cine y televisión española, especializada en programas para niños y jóvenes. 

## Trayectoria
Durante más de 25 años ha sido la única mujer en España que ha dirigido largometrajes de animación (en 2018 se ha incorporado otra mujer). Ha producido una larga lista de películas, series y programas de televisión que han sido premiados. Además, es guionista y directora de series de televisión, documentales tanto de animación como de ficción.
Fue una de la socias fundadoras de la Asociación de Mujeres Cineastas (CIMA) que se creó para “darle un empujón al papel de la mujer en el cine, sobre todo en trabajos de responsabilidad, más allá de los de siempre. Es miembro de la Academia de Ciencias y Artes Cinematográficas de España.

## Premios y reconocimientos
- 2009 Finalista Premio Goya a la mejor película de animación por Animal Channel.[2]
- 2002 Finalista Premio Goya a la mejor película de animación por La leyenda del Unicornio.
- 1999 Premio Goya a la mejor película de animación por Qué vecinos tan animales![3]
- 1995 Premio Goya a la mejor película de animación por El regreso del viento del norte.
- Dos medallas de Oro en The Houston International Film Festival .
- Medalla de plata en The New York TV Festival.
- Medalla de bronce en The New York TV Festival.

## Filmografía
- 1992 - La leyenda del viento del Norte
- 1995 - El regreso del viento del Norte.[4]
- 1998 - Que vecinos tan animales!
- 2001 - La leyenda del Unicornio
- 2008 - Animal Channel.[2]
- 2010 - El tesoro del rey Midas.[5]
- 2013 - El extraordinario viaje de Lucius Dumb: Los derechos humanos tu mejor instrumento.[6]
- 2018 - La bola dorada.[7]
- 2020 - Memorias de Idhún